# Anlu
Die Stadt Anlu (安陆市 Ānlù Shì) ist eine kreisfreie Stadt in der chinesischen Provinz Hubei. Sie gehört zum Verwaltungsgebiet der bezirksfreien Stadt Xiaogan. Anlu hat eine Fläche von 1.353 km² und 584.000 Einwohner (Stand: Ende 2019).